# Open de Nice Côte d'Azur 2013
Open de Nice Côte d'Azur 2013 — тенісний турнір, що проходив на ґрунтових кортах у місті Ніцца, Франція з 20 травня. Належав до категорії ATP World Tour 250.

## Фінальна частина

### Одиночний розряд
Альберт Монтаньєс —  Гаель Монфіс 6–0, 7–6(7–3)

### Парний розряд
Юган Брунстрем /  Равен Класен —  Роберт Фара /  Хуан Себастьян Кабаль 6–3, 6–2